# Burg Aerzen
Die Burg Aerzen, auch Schloss Aerzen genannt, ist eine Burg, auch als Domänenburg bezeichnet, in der Gemeinde Aerzen (Burgstraße 1) im Landkreis Hameln-Pyrmont im Weserbergland in Niedersachsen.

## Geschichte
Die Burg wurde erstmals urkundlich 1293 als „borch und stad Artelsen“ erwähnt, bestand aber bereits davor. Damals übertrugen die Grafen von Everstein Aerzen an die Kölner Erzbischöfe und erhielten die Hälfte wieder als Lehen zurück. 1408 verlobte Hermann VII. von Everstein im Rahmen eines Friedensschlusses nach der Eversteiner Fehde seine erst vier Jahre alte Tochter Elisabeth mit Otto IV. von Braunschweig-Lüneburg, Sohn des damaligen Herzogs Bernhard I., und gab Aerzen als Mitgift dazu. Seit 1433 war die Domäne Aerzen von den Welfenherzögen an das Hochstift Hildesheim verpfändet, welches wiederum 1508 Amt und Schloss als Pfand an Stacius von Münchhausen und Heinrich von Hardenberg weitergab. Als es zwischen den Pfandinhabern 1517 zu Streitigkeiten kam, wurde Stacius von Münchhausen von seinem hardenbergschen Widersacher und dessen Gefolge erschlagen. Sein Sohn Hilmar von Münchhausen (1512–1573) und sein Enkel Hilmar der Jüngere (1558–1617) konnten sich jedoch später als Pfandherren und Drosten zu Aerzen behaupten. Sie erwarben 1527 auch einen Burgmannshof in Rinteln als schaumburgisches Lehen und errichteten sich in der Nähe von Aerzen ab 1566 das Schloss Schwöbber als privaten Sitz. 
Im 16. Jahrhundert erbauten die Münchhausen den Nordflügel der Domänenburg Aerzen im Renaissancestil als Haupthaus. Im Zuge des Dreißigjährigen Krieges brannten 1642, als Weimarer Reiter den Ort plünderten, die Burggebäude ab. Nach dem Krieg wurden sie wieder aufgebaut und dann als Amtshof genutzt. Bis 1962 war die Anlage eine von Pächtern verwaltete Staatsdomäne. Nach Auflösung der Domäne wurde in der Burganlage 1966 eine Schule mit Turnhalle erbaut. Von 1985 bis 1989 erfolgte eine Restaurierung des Süd- und Westflügels, die seither in vielfältiger Weise genutzt werden. Heute befindet sich in der Burg ein Kulturzentrum mit regelmäßigen Veranstaltungen.

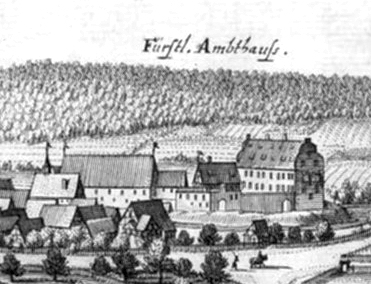
Merian-Stich der Burganlage um 1650
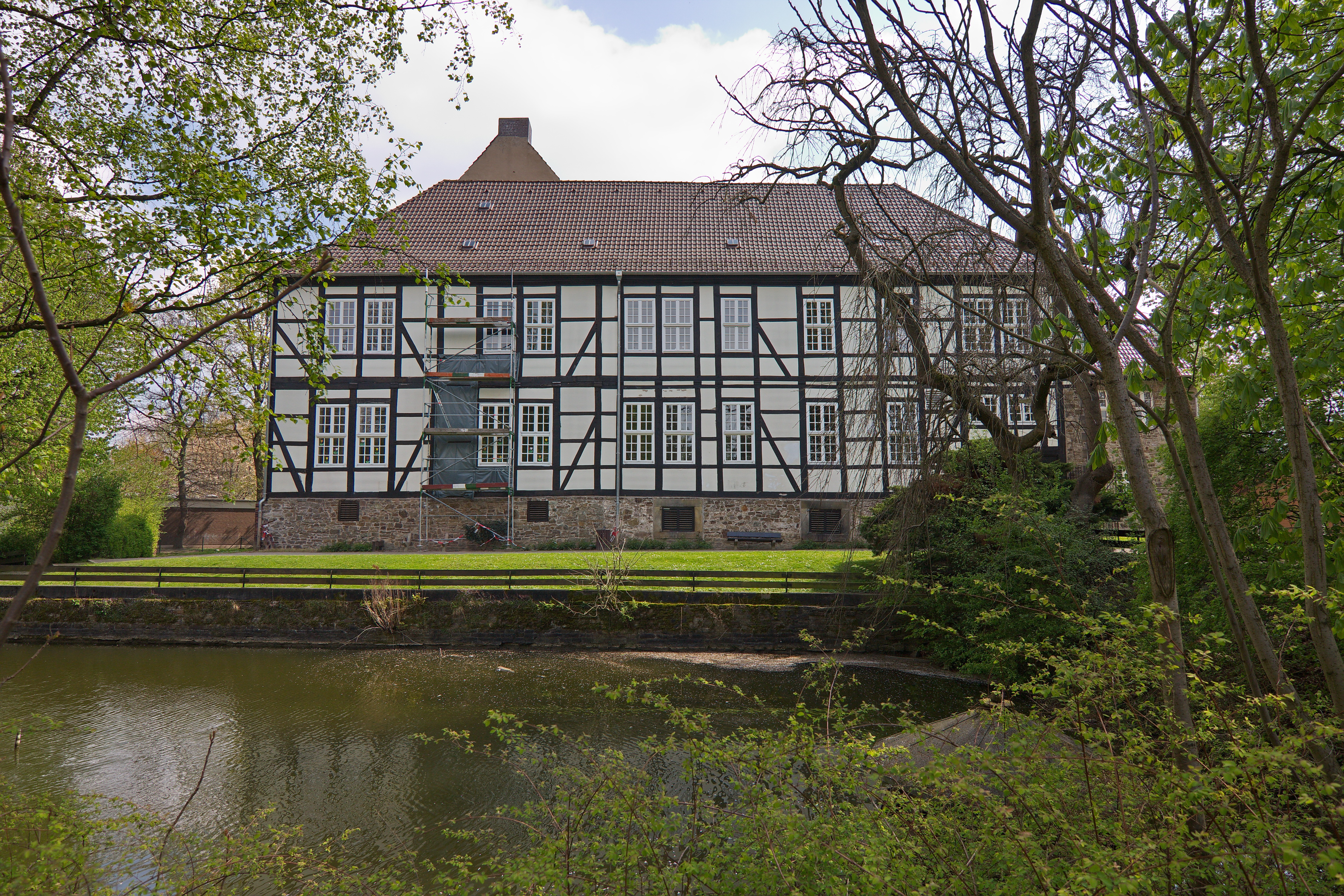
Fachwerk der Burg hinter dem westlichen Wassergraben
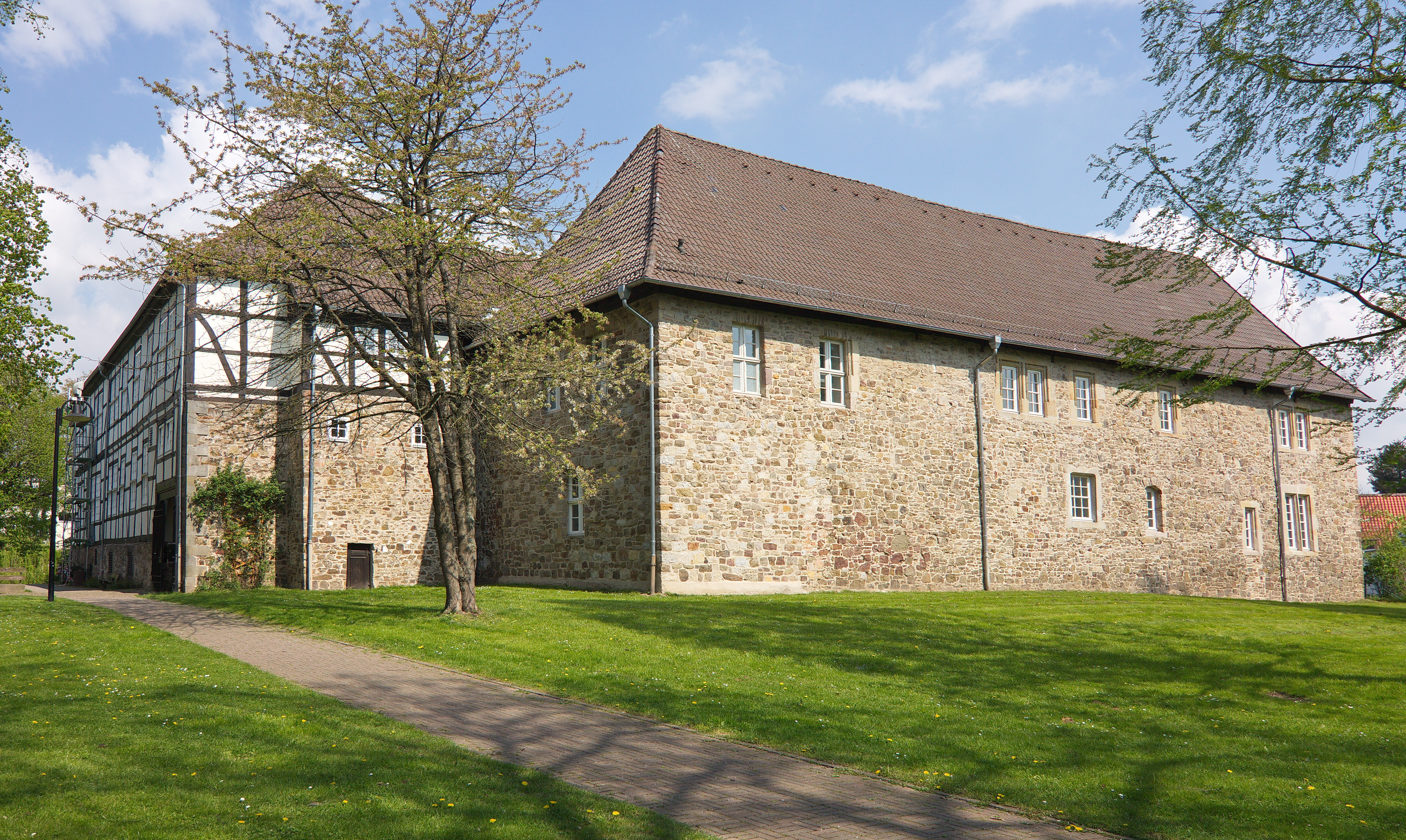
Südteil der Domänenburg

## Beschreibung
Über die Gestalt der mittelalterlichen Burg sind keine Aussagen möglich. 1587 werden in einer Urkunde ein „Altes Haus“, ein „Neues Haus mit Kemenade“, ein Pferdestall, ein kleines Backhaus, ein Weinkeller nebst anderen Kellern, ein großes Back- und Brauhaus und ein Garten erwähnt. Beim „Alten Haus“ dürfte es sich um den heutigen zweigeschossigen Südflügel handeln, der in seinen Bruchsteinmauern noch gotische Fensterformen zeigt und zwei kleine Keller mit Tonnengewölben aufweist. Die Nordwand und die Giebel wurden um 1660 aus Fachwerk errichtet. Der Nordflügel wurde 1533 als Amtshaus in Form eines dreigeschossigen Bruchsteinbaus auf hohem Untergeschoss errichtet. Der Westflügel aus der Zeit um 1740 besitzt die Form eines zweigeschossigen Fachwerkbaus, der die Tordurchfahrt zum Innenhof beherbergt. Der Ostflügel wurde erst in jüngerer Zeit errichtet und schließt heute den ursprünglich auf dieser Seite nur mit einer Mauer begrenzten Innenhof ab. Vom Wirtschaftshof stehen noch zwei Ställe aus dem 18. Jahrhundert. Die Zehntscheune von 1561 steht seit 1980 in dem Freilichtmuseum Cloppenburg.